# Opelika
Opelika er en amerikansk by og administrativt centrum for det amerikanske county Lee County i staten Alabama. Byen har 30.995(2020) indbyggere.

## Ekstern henvisning
- Wikimedia Commons har flere filer relateret til Opelika
- Opelikas hjemmeside (engelsk) Arkiveret 23. april 2018 hos  Wayback Machine